# Хабургаев, Георгий Александрович
Гео́ргий Алекса́ндрович Хабурга́ев (2 февраля 1931 — 3 февраля 1991) — советский лингвист, доктор филологических наук. Профессор МГУ (с 1979). Автор трудов по славянской этнонимии, диалектологии, лингвистической географии, палеославистике, истории восточнославянских языков. Автор нескольких учебников по старославянскому и древнерусскому языкам. Общий тираж книг — несколько сотен тысяч экземпляров.

## Биография
Окончил Московский областной педагогический институт (МОПИ) в 1954 году, затем аспирантуру по кафедре русского языка. В 1956 году защитил кандидатскую диссертацию «Формы склонения имён существительных в курских памятниках деловой письменности первой половины XVII в.». Преподавал на кафедре русского языка и литературы Белгородского педагогического института. С 1961 года работал старшим преподавателем а затем доцентом в МОПИ. С 1971 года по 1991 год преподавал на кафедре русского языка филологического факультета Московского университета (МГУ).
В 1972 году защитил докторскую диссертацию «Проблемы образования и взаимодействия древнерусских диалектов». Читал лекции по морфологии на русском отделении филологического факультета. В 1980-х годах читал курсы старославянского языка и истории русского литературного языка, спецкурс по истории славянской книжной традиции. В 1974—1978 годах занимал должность заместителя декана филологического факультета МГУ по научной работе.
Похоронен на Ваганьковском кладбище.
Сын — Александр Хабургаев, политический обозреватель ВГТРК, известный журналист-натуралист.

## Научная деятельность
Автор новой для своего времени концепции генезиса русского языка, отрицающей существование единого правосточнославянского языка и рассматривающей диалектное членение древнерусского языка XI—XII веках как непосредственное наследие позднепраславянской эпохи. По Хабургаеву, общедревнерусские особенности сформировались в результате конвергентных процессов первоначально неоднородных славянских диалектов, вступивших во взаимодействие на территории Восточной Европы. Определил западнославянское (моравско-чешское) происхождение самых древних из дошедших до нас старославянских глаголических рукописей — Киевских глаголических листков.
Изучал историческую морфологию русского языка. Пришёл к выводу, что в живом древнерусском языке уже в XI веке отсутствовала старая система прошедших времен, существовавшая только в книжной традиции. Предложил гипотезу об изначальном отсутствии формы имперфекта в диалектах восточных и западных славян, предполагая наличие формы имперфекта только у южных славян.